# Uwe Sauerteig

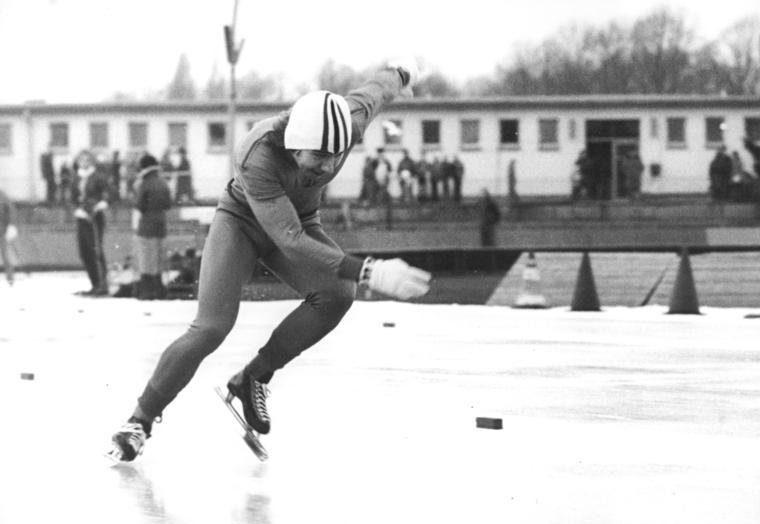
Sauerteig im Jahr 1977

Uwe Sauerteig (* 24. September 1957) ist ein deutscher Eisschnelllauftrainer und ehemaliger Eisschnellläufer.

## Leben
Sauerteig spielte ab 1964 Eishockey, ab 1970 besuchte er die Kinder- und Jugendsportschule. Als in der Deutschen Demokratischen Republik die staatliche Förderung für die Sportart Eishockey eingestellt wurde, widmete er sich dem Eisschnelllauf. Zwei Jahre nach seinem Sportartwechsel gewann Sauerteig bei der Spartakiade Gold über die 500-Meter-Strecke. Später wurde er auch über 5000 Meter Spartakiade-Sieger und siegte beim von den Ostblockstaaten ausgetragenen Jugendwettkampf der Freundschaft.
1976 war er als erster Erfurter überhaupt Teilnehmer an einer Junioren-Weltmeisterschaft. 1978 gewann er bei der Junioren-WM Silber über die 3000-Meter-Strecke. Der für den SC Turbine Erfurt laufende Sauerteig wurde fünfmal DDR-Meister: 1977 im Sprintmehrkampf, 1985 über 1500 Meter sowie 1979, 1985 und 1986 über 5000 Meter. Er nahm 1979, 1982, 1985 und 1986 an der Mehrkampfweltmeisterschaft und 1977, 1979, 1985 sowie 1986 an der Europameisterschaft teil. Seine beste WM-Platzierung war der 14. Platz (1982), bei der EM erreichte als sein bestes Ergebnis bei der kontinentalen Meisterschaft einen vierten Platz. Aufgrund von Achillessehnenbeschwerden musste er seine Laufbahn als Leistungssportler beenden.
Ab 1986 war Sauerteig in Erfurt als Trainer tätig. 1987 schloss er an der Deutschen Hochschule für Körperkultur seine Diplomarbeit (Titel: „Zur Dynamik der Belastungsgestaltung im Training der Eisschnellläufer im Jahresverlauf 1984/85 - ein Beitrag zur Optimierung der Trainingsstruktur im LZA-Bereich der Männer am Beispiel eines trainingsälteren und trainingsjüngeren Sportlers der nationalen Spitze [Langzeitausdauer]“) ab.
Er arbeitete beim SC Turbine Erfurt im Nachwuchsbereich und blieb auch nach dem Ende der DDR beim Nachfolgeverein ESC Erfurt Jugend- und Stützpunkttrainer. Er übernahm die Betreuung von Eisschnellläufern am Pierre-de-Coubertin-Gymnasium Erfurt. Von 1994 bis 2014 war er zudem Assistenztrainer von Stephan Gneupel und arbeitete in dieser Funktion in der Trainingsgruppe mit, die Sportlerinnen wie Gunda Niemann-Stirnemann und Franziska Schenk umfasste.